# Coombe Abbey

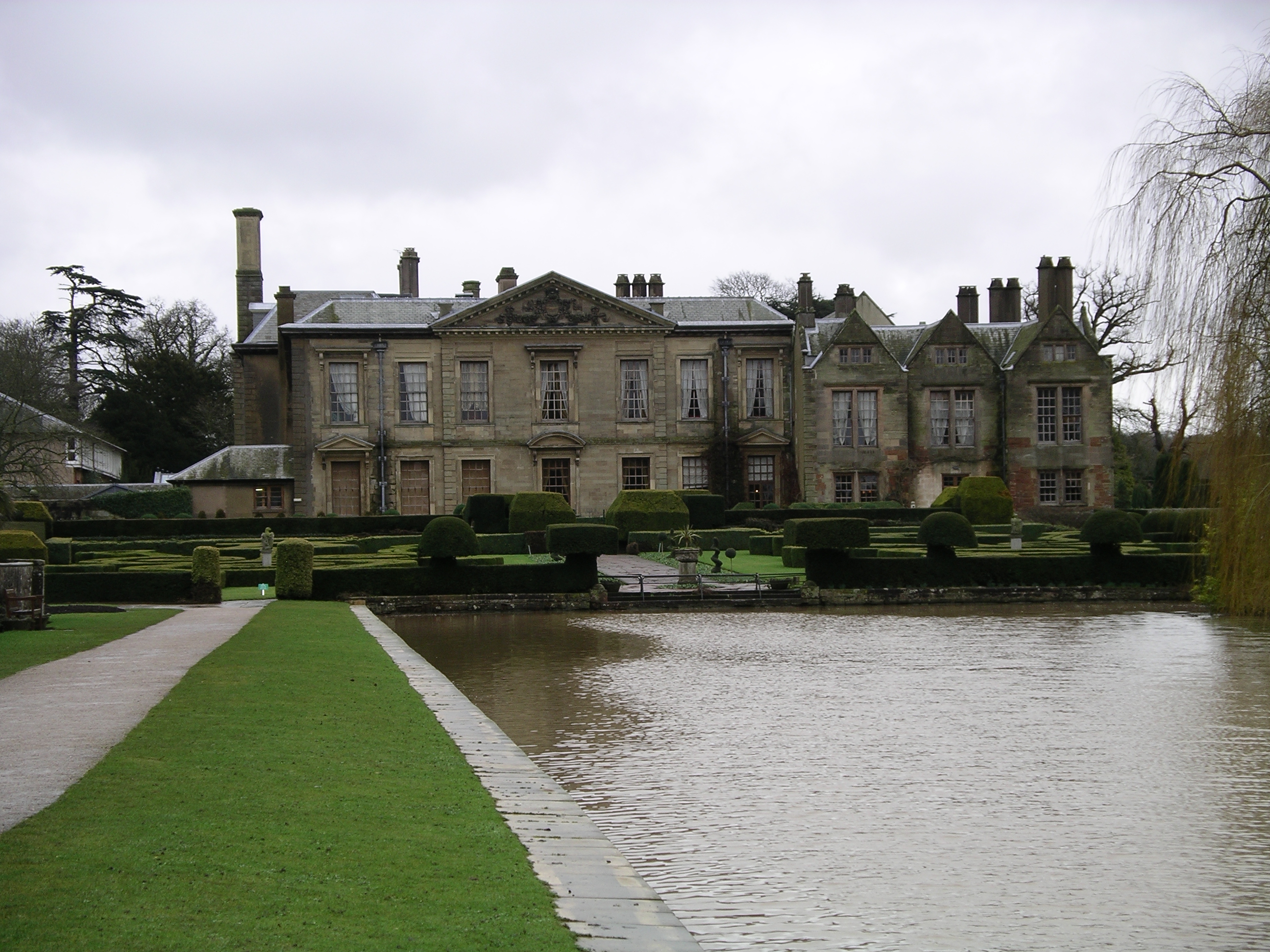
Ala Oeste de Coombe Abbey, jardins e lago.

Coombe Abbey é um antigo palácio Real localizado no Warwickshire, Inglaterra, construído originalmente como mosteiro, durante o século XII. O edifício é, actualmente, ocupado por um hotel que se desenvolveu a partir da casa histórica. O antigo palácio é um listed building classificado com o Grau I.

## História

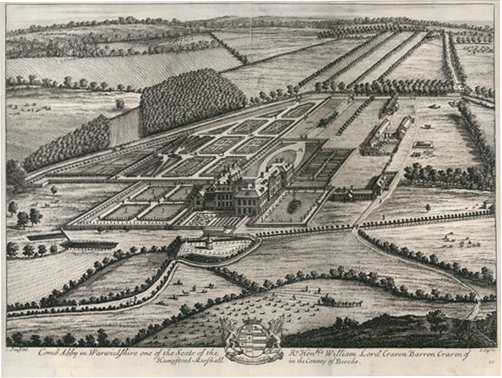
Coombe Abbey no início do século XVIII, representado no Britannia Illustrata, de Kip e Knyff.

Coombe Abbey foi fundada como um mosteiro no século XII. Depois da Dissolução dos Mosteiros, no século XVI, tornou-se propriedade Real.
Isabel da Boémia, a filha do Rei Jaime I, foi educada em Coombe Abbey, no início do século XVII; se a Conspiração da Pólvora tivesse sido bem sucedida, esta teria sido sequestrada de Coombe Abbey e proclamada Rainha Isabel II.
Em 1682, a Ala Oeste foi acrescentada pelo arquitecto Capitão William Winde, o qual também desenhou a Buckingham House, a qual mais tarde se tornaria no Palácio de Buckingham, sendo a semelhança notável. Em 1771, Capability Brown redesenhou os jardins, incorporando a "Coombe Pool", um lago com meia milha de comprimento.
Coombe Abbey foi comprado pelo Conselho da Cidade de Coventry em 1964. Os terrenos originais da propriedade estão ocupados por um parque rural conhecido como "Coombe Country Park", o qual se estende pelo distrito de Coventry. O hotel está localizado numa zona rural entre Coventry e Brinklow, aproximadamente a meio caminho entre as duas.

## Galeria de imagens de Coombe Abbey

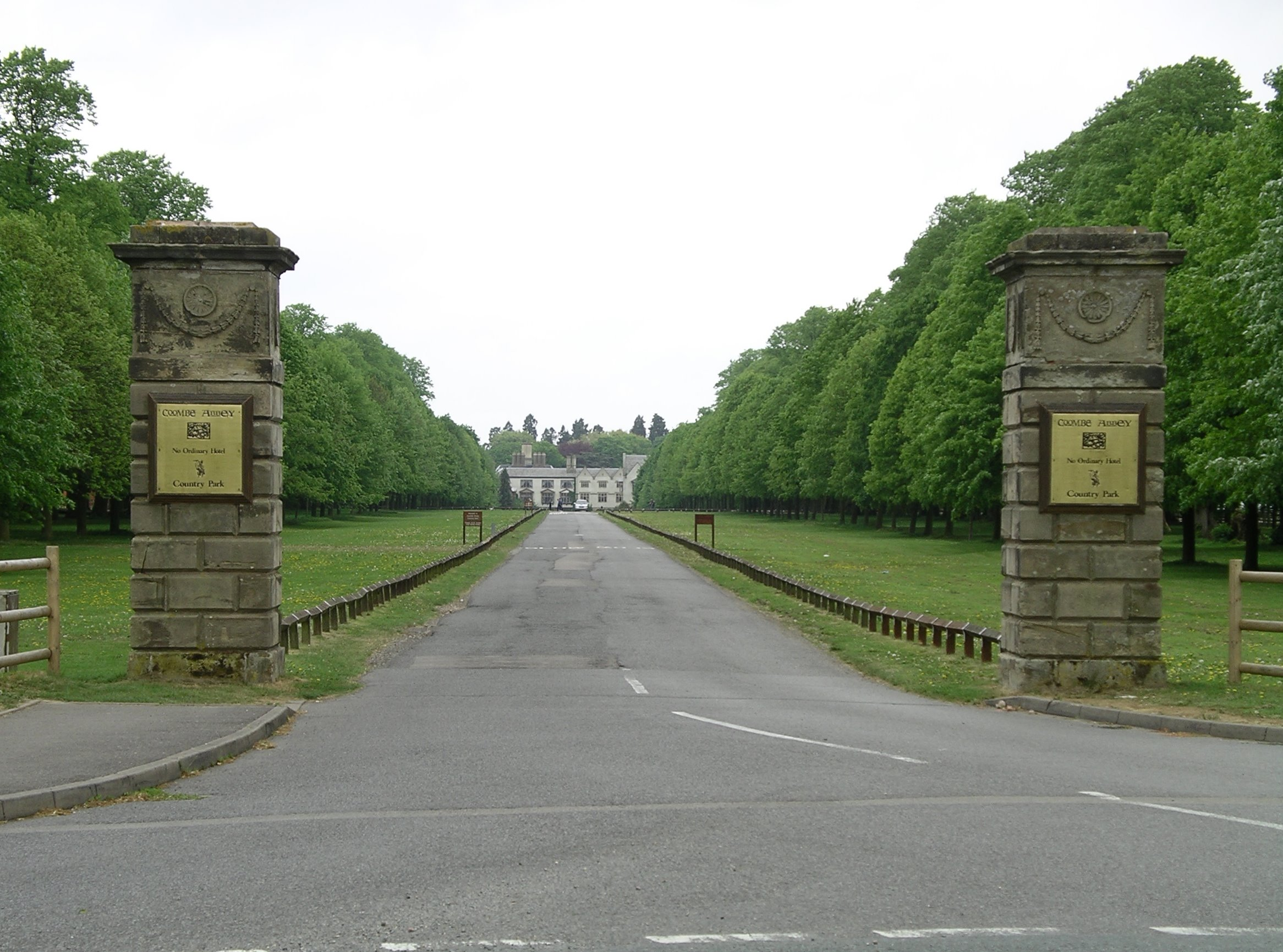
Coombe Abbey vista a partir da entrada da propriedade.
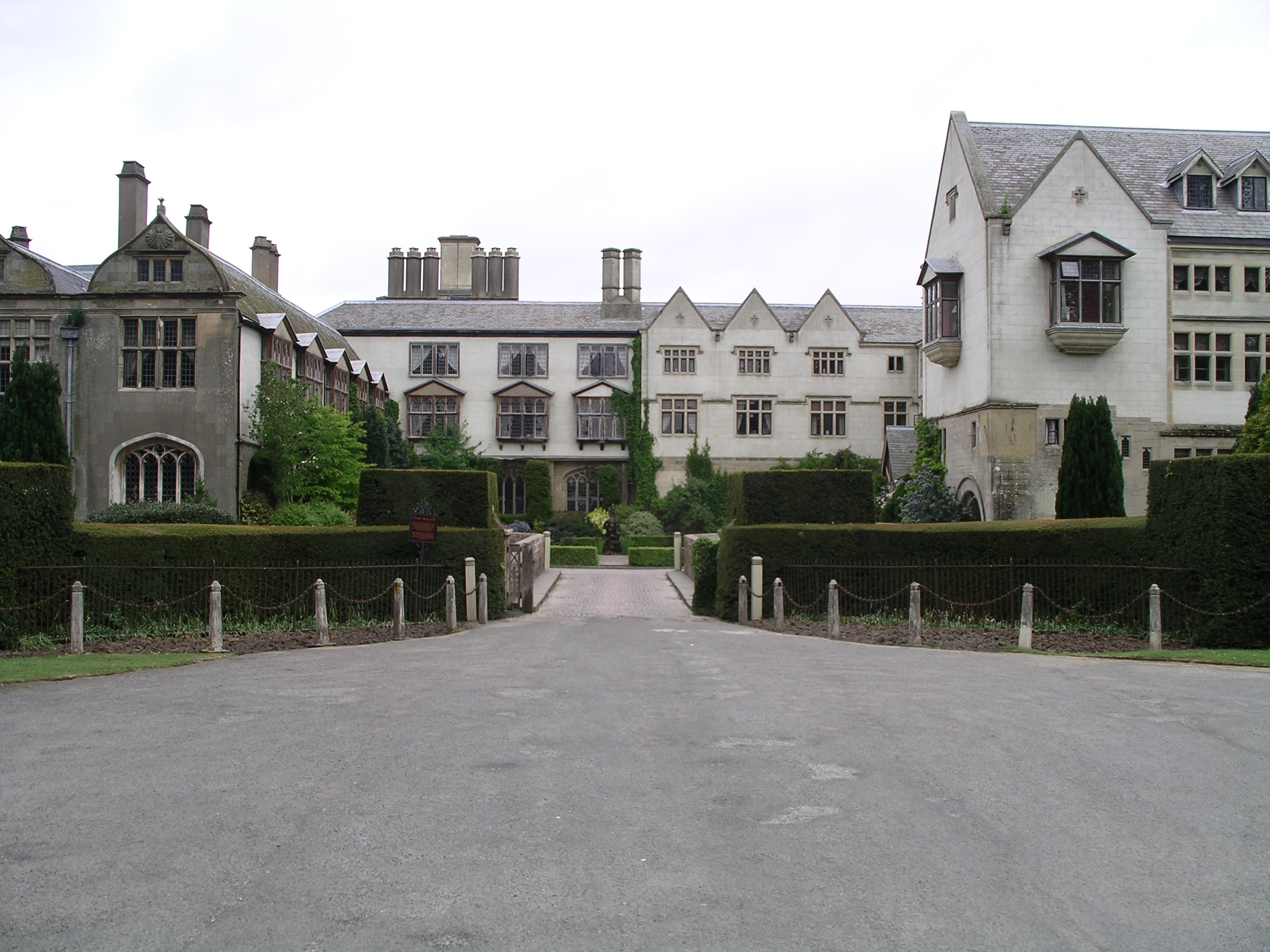
Coombe Abbey (a casa velha).
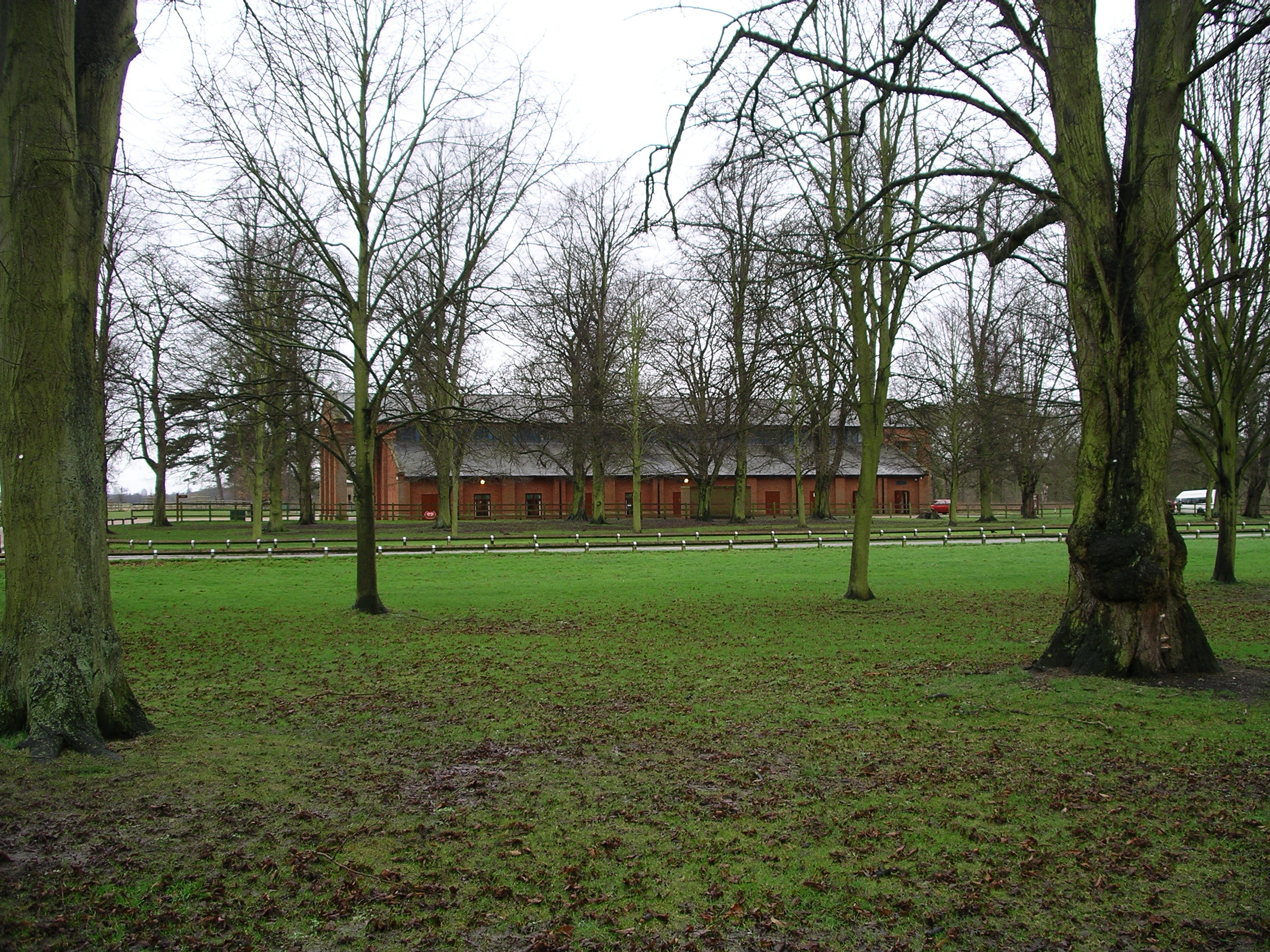
Exterior do centro de visitas de Coombe Abbey.
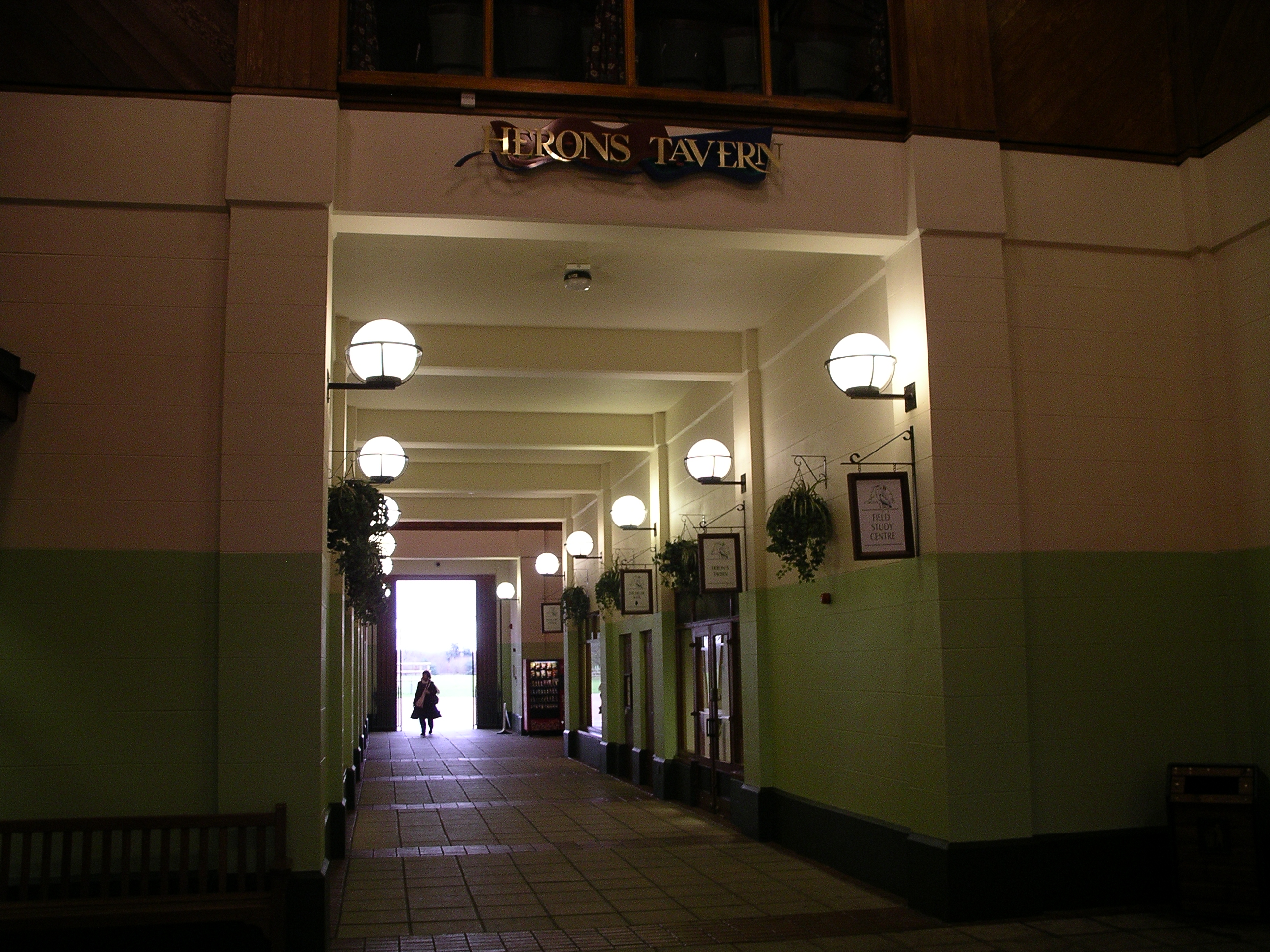
Interior do centro de visitas de Coombe Abbey.